# Kabinett Eberhard
Das Kabinett Eberhard bildete von 11. März 1848 bis zum 22. Februar 1850 (unterbrochen zwischen dem 10. und dem 18. August 1849) die von Kurfürst Friedrich Wilhelm I. eingesetzte Landesregierung des Kurfürstentums Hessen unter Leitung des Innenministers und bisherigen Hanauer Oberbürgermeisters Bernhard Eberhard. Es handelt sich bei ihr um eine liberale Märzregierung, die im Zuge der Märzrevolution 1848 auf Druck der Volkes gegen den eigentlichen Willen des reaktionär eingestellten Kurfürsten ins Amt kam. Es handelt sich bei der Einsetzung dieser Regierung um den im Kurfürstentum seltenen Fall, dass eine gesamte Regierung zugleich neu gebildet wurde.
Das Verhältnis von Eberhard und seinen Kollegen zu ihrem Landesherren war gespannt. Die erforderliche „Zusammenarbeit“ zwischen Landesherren und Ministern war eine Katastrophe, da Friedrich Wilhelm I. die Arbeit der Regierung zu boykottieren versuchte, Akten einfach nicht bearbeitete und liegen ließ. Eberhard und seine Kollegen reichten mehrfach Rücktrittsgesuche ein. Die Märzregierung bestand deshalb nur so lange, wie der revolutionäre Schwung anhielt und wurde am 10. August 1849 erstmals entlassen. Da der Kurfürst aber für die entlassenen Minister nicht sofort Nachfolger fand, blieben Eberhard und sein Kabinett bis zum 22. Februar 1850 im Amt, als alle Minister geschlossen zurücktraten. Sie wurden durch eine Regierung unter dem revisionistisch eingestellten Ludwig Hassenpflug ersetzt, womit die Reaktionsära im Kurfürstentum begann.
| Amt      | Name |
| Inneres  | Bernhard Eberhard (prov. Vorstand) |
| Äußeres  | Siegmund von Meyer, 11. März – 8. September 1848 (Wahrnehmung der Geschäfte) Wilhelm Schenck zu Schweinsberg, 8. September 1848 – 10. August 1849 (prov. Vorstand) Friedrich Boedicker, 18. August – 17. Oktober 1849 (Wahrnehmung der Geschäfte) Philipp von Wintzingerode, ab 17. Oktober 1849 (prov. Vorstand) |
| Justiz   | Moritz von Baumbach |
| Finanzen | Theodor Schwedes, 10. März – 24. August 1848 (prov. Vorstand) Karl Wilhelm Wippermann, ab 24. August 1848 (prov. Vorstand) |
| Krieg    | Theodor Weiß, 10. März – 31. Juli 1848 (prov. Vorstand) Hieronymus Heinrich von Roques, 31. Juli – 3. August 1848 (Wahrnehmung der Geschäfte) Albrecht von Bardeleben, 3. August – 9. September 1848 Hieronymus Heinrich von Roques, 9. – 13. September 1848 (Wahrnehmung der Geschäfte) Achilles d’Orville, 13. September 1848 – 5. März 1849 (prov. Vorstand) Friedrich Boedicker, 5. März – 4. Dezember 1849 (prov. Vorstand) Hieronymus Heinrich von Roques, ab 4. Dezember 1849 (prov. Vorstand) |